# یان گوهو
یان گوهو (انگلیسی: Yann Gboho؛ زادهٔ ۱۴ ژانویهٔ ۲۰۰۱) بازیکن فوتبال اهل فرانسه است.
از باشگاه‌هایی که در آن بازی کرده‌است می‌توان به باشگاه فوتبال ویتس‌آرنهم و باشگاه فوتبال رن اشاره کرد.
وی همچنین در تیم‌های ملی فوتبال France national under-16 football team، زیر ۱۷ سال فرانسه، و زیر ۱۸ سال فرانسه بازی کرده‌است.